# Walter Ballas
Walter Ballas (* 18. November 1887 in Duisburg; † 1969 in Essen) war ein deutscher Industriejurist.

## Leben
Ballas stammte aus einer rheinischen Familie mit südfranzösischen Wurzeln. Nach dem Schulbesuch in Duisburg und dem Abitur in Münster studierte er Rechtswissenschaft an der Christian-Albrechts-Universität Kiel.
Im Ersten Weltkrieg war er erst bei der Feldartillerie, später bei der Fußartillerie. Als Leutnant d. R. wurde er mit dem Eisernen Kreuz II. und I. Kl. ausgezeichnet. 1918 promovierte er in Münster zum Dr. iur. 1922 wurde er als Rechtsanwalt am Landgericht Essen zugelassen. 1936 erhielt er auch die Notarzulassung. Er war Syndikus bei der Friedrich Krupp AG in Essen, später Justitiar und Leiter der Rechtsabteilung. In dieser Funktion nahm er als Strafverteidiger von Gustav Krupp von Bohlen und Halbach am Hauptkriegsverbrecherprozess vor dem Internationalen Militärgericht in Nürnberg teil, später auch am Kriegsverbrecherprozess gegen Alfried Krupp von Bohlen und Halbach. Danach war er wieder Rechtsanwalt und Notar in Essen.
Ballas war seit 1907 Mitglied des Corps Saxonia Kiel. Schon als Inaktiver interessierte er sich für die Verbandspolitik. Nach dem Ersten Weltkrieg nahm er verschiedentlich an den Tagungen in Kösen teil. Als einer der ersten wandte er sich gegen den Missbrauch des Trinkcomment. Nach dem Zweiten Weltkrieg sammelte er 1945/46 die Kieler Sachsen und betrieb 1949 die Rekonstitution des Corps, das ihm später dafür die Ehrenmitgliedschaft verlieh. Über viele Jahre übernahm er auch die Aufgaben des Altherrenvorsitzenden. 
Ballas engagierte sich aber auch bei der Sammlung der alten Corpsstudenten in Essen und war von 1936 bis 1956 Vorsitzender des dortigen Alte-Herren-Senioren-Convents, der ihn bei seinem Ausscheiden zum Ehrenpräsidenten ernannte. Unter seiner Ägide engagierte sich der AHSC Essen im „Ruhrarbeitskreis“, der Keimzelle für die Wiederentstehung des Verbandes Alter Corpsstudenten. Ballas war somit 1950 auch maßgeblich an der von vielen Kritikern als unzeitgemäß oder zumindest verfrüht empfundenen Rekonstitution des VAC in Altena beteiligt. Er war von 1950 bis Mitte 1952 erster Nachkriegsvorsitzender des VAC-Vorstands. In seine Amtszeit fiel auch die Rekonstitution des Kösener SC-Verbandes. Mit Erfolg warb Ballas für eine moderne Gestaltung des Aktivenlebens und für die Abschaffung überholter Grundsätze, stand aber entschieden zur bewährten Grundhaltung des Corpsstudententums. In einem Brief vom 9. November widersprach er dem Bundespräsidenten Theodor Heuss, dass die Rekonstitution der Studentenverbindungen nur von „sehr alten Herren“ gewünscht werde.